# Unirea (Brăila)
Unirea is een Roemeense gemeente in het district Brăila.
Unirea telt 2591 inwoners.